# Luis Silva Irarrázaval
Luis Alejandro Silva Irarrázaval (Santiago, 24 de marzo de 1978) es un abogado, académico y político chileno vicepresidente del Partido Republicano. Fue electo como primera mayoría en la Región Metropolitana para ser miembro del Consejo Constitucional en las elecciones de 2023.

## Biografía

### Familia y estudios
Hijo del abogado Luis Alejandro Silva Valdés y la periodista Soledad Irarrázaval Alfonso, es el mayor de siete hermanos, entre ellos Valentina Silva y el director de cine y guionista Sebastián Silva. Creció en un entorno ideológicamente cercano a Jaime Guzmán, abogado, académico, político y uno de los redactores de la Constitución de Chile de 1980.
Realizó su enseñanza básica y media en el Colegio del Verbo Divino de Santiago. Posteriormente, ingresó a la Pontificia Universidad Católica de Chile, donde cursó sus estudios de pregrado y obtuvo su licenciatura en Ciencias Jurídicas en 2002, además de haber sido presidente del Centro de Alumnos de Derecho UC en 2001 con una lista independiente.Es miembro numerario del Opus Dei.
Se tituló de abogado en enero de 2004 por la Corte Suprema de Chile. En 2009 realizó su doctorado en Derecho en la Universidad de los Andes. Entre 2013 y 2014, fue parte del Programa James Madison de la Universidad de Princeton, donde realizó la William E. Simon Visiting Fellow en Religión y Vida Pública.

### Carrera profesional
Se desempeñó como ayudante en las universidades Católica de Chile y de los Andes entre 2003 y 2008. Asimismo, ejerció la docencia en distintas asignaturas de Derecho en ambas universidades y ocupó el cargo de vicerrector de Investigación y Postgrado de la Universidad de los Andes en 2018. También ha sido profesor en la Universidad San Sebastián. Dada su labor en el campo de la docencia, es conocido a través de sus redes sociales en Internet como «El Profesor Silva».
Ha publicado una serie de investigaciones, ensayos y libros. Además, se ha desempeñado como columnista permanente del periódico digital y portal de noticias Diario Constitucional. Ha sido asesor y ha dictado charlas en asuntos jurídicos en el programa «Jóvenes al servicio de Chile» de la Fundación Jaime Guzmán (FJG), think tank mediante el cual conoció a José Antonio Kast en 2018.
En el 2022, Posterior a su derrota parlamentaria, comenzó su iniciativa como "influencer" de redes sociales bajo el apoyo de su asesor Ives Arancibia ( Ives Algo ) inicialmente, activaron todas sus redes como por ejemplo YouTube, Twitter, LinkedIn construyendo una estrategia digital que definiría su triunfo electoral en 2023.
En enero de 2023, fue invitado como experto por la Cámara de Diputadas y Diputados de Chile para exponer sobre la acusación constitucional en contra de Giorgio Jackson.

### Carrera política

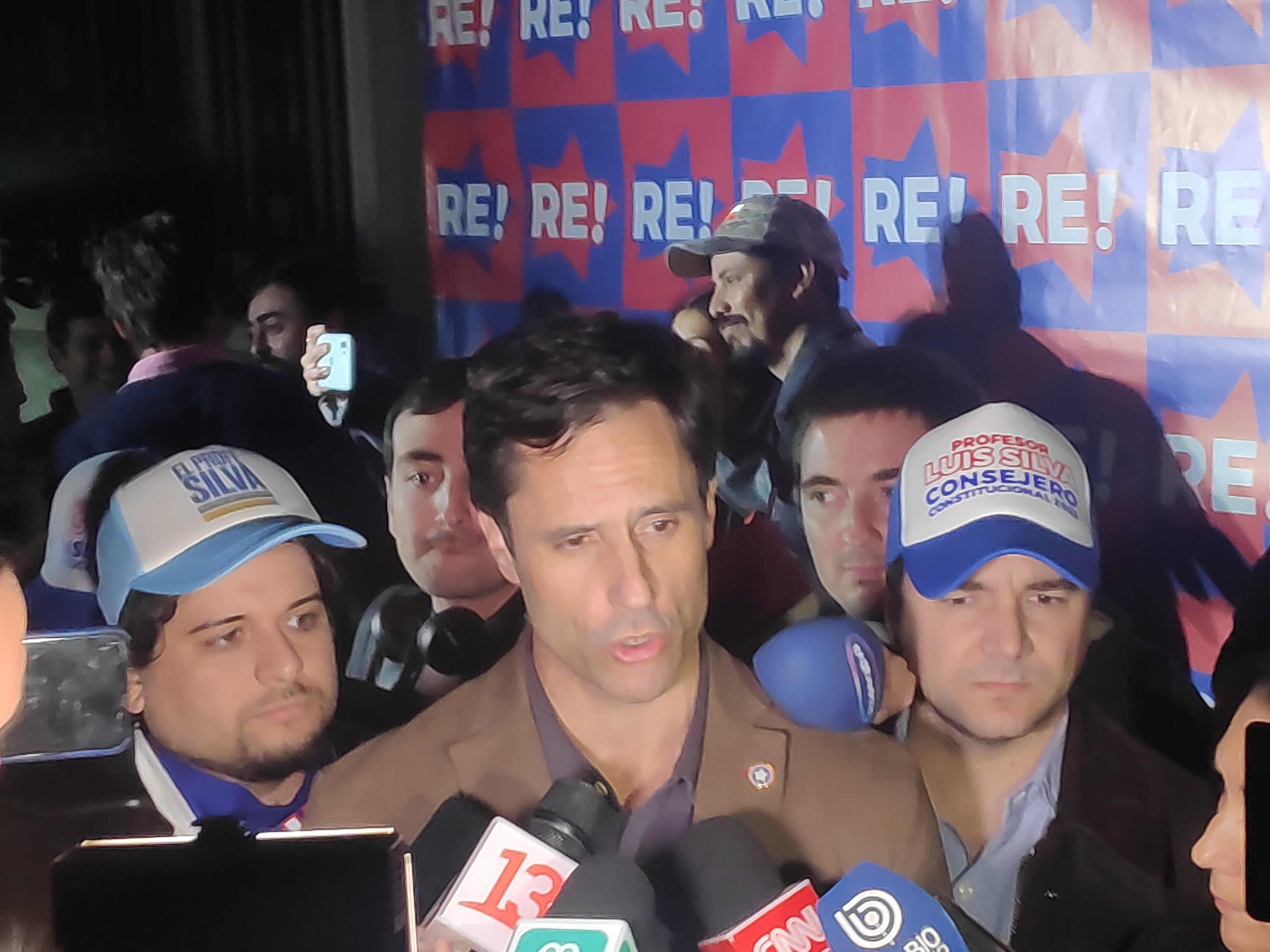
Luis Silva hablando a la prensa tras su triunfo electoral, junto a su asesor creativo Ives Arancibia (izquierda) y a su jefe de campaña Felipe Ross (derecha).

El 2001 ganó con la lista "Independiente" la presidencia del Centro de Alumnos de Derecho de la Universidad Católica contra la lista gremial, quienes sufrieron una derrota inesperada. Luis Silva en ocasiones bromea que esa victoria, diciendo que "hasta el día de hoy no la perdonan esa elección, existen heridas que no sanan".
Participó en la formación del Movimiento Acción Republicana (AR) en el año 2018, que tenía como objetivo de articular a la sociedad civil, dicho movimiento articuló posteriormente la campaña de José Antonio Kast, en esta etapa política él mantuvo su independencia de la militancia Formal.
Para las elecciones de convencionales constituyentes de 2021, se ofreció para ser candidato independiente por la lista Vamos por Chile y le otorgaron el Distrito 13 de la Región Metropolitana. Obtuvo 4932 votos, correspondientes al 2,15 %, sin resultar electo.
Para las elecciones parlamentarias de 2021, fue llamado a ser candidato independiente por la lista Chile Podemos Más por el Distrito 13 de la Región Metropolitana, esto debido por la cercanía entre esta elección y la anterior. Recibió 8098 votos, equivalentes al 3,38 %, sin resultar electo.
En octubre de 2022 deja la independencia Política, después que muchos partidos lo intentaran seducir, y pasa a ser militante oficial del Partido Republicano de Chile (2019).
En febrero de 2023 en la primera elección interna para elegir a la directiva nacional en el partido en donde su lista ganó y fue electo como vicepresidente nacional.
Para las elecciones de convencionales constituyentes de 2023, fue candidato por el Partido Republicano por la Circunscripción 7 de la Región Metropolitana. Para su campaña electoral, contó como jefe de campaña a Felipe Ross, concejal de Vitacura y con Ives Arancibia como Asesor creativo, además del apoyo de Marcela Cubillos, quien fue su profesora en su época universitaria y figura de la derecha política durante el proceso constituyente anterior. Resultó electo con 706 286 votos, correspondientes al 17,96 %, como la primera mayoría nacional.
El 7 de junio de 2023 inicio sus funciones en el Consejo Constitucional, en donde formó parte de la bancada del Partido Republicano la bancada con más integrantes (22) entre los que se destacaban Sebastián Parraguez, Beatriz Hevia, Ricardo Ortega Perrier, Sebastián Figueroa y Mariela Fincheira, entre otros.
En elecciones municipales de 2024 en la Región Metropolitana de Santiago apoyo muy estrechamente a la candidata a Viviana Casas-Cordero CORE por Santiago 4 la cual obtuvo 41 471 votos sacando el 6,9 % de la votación, sin resultar electa y a la concejal por Santiago Carolina Prieto Nuñez que resultó electa con 6 761 votos sacando el 3,67 %
, este apoyo se debió por el vínculo con su antiguo asesor Ives Arancibia quien dirigía esas campañas, 

## Creencias y pensamiento político

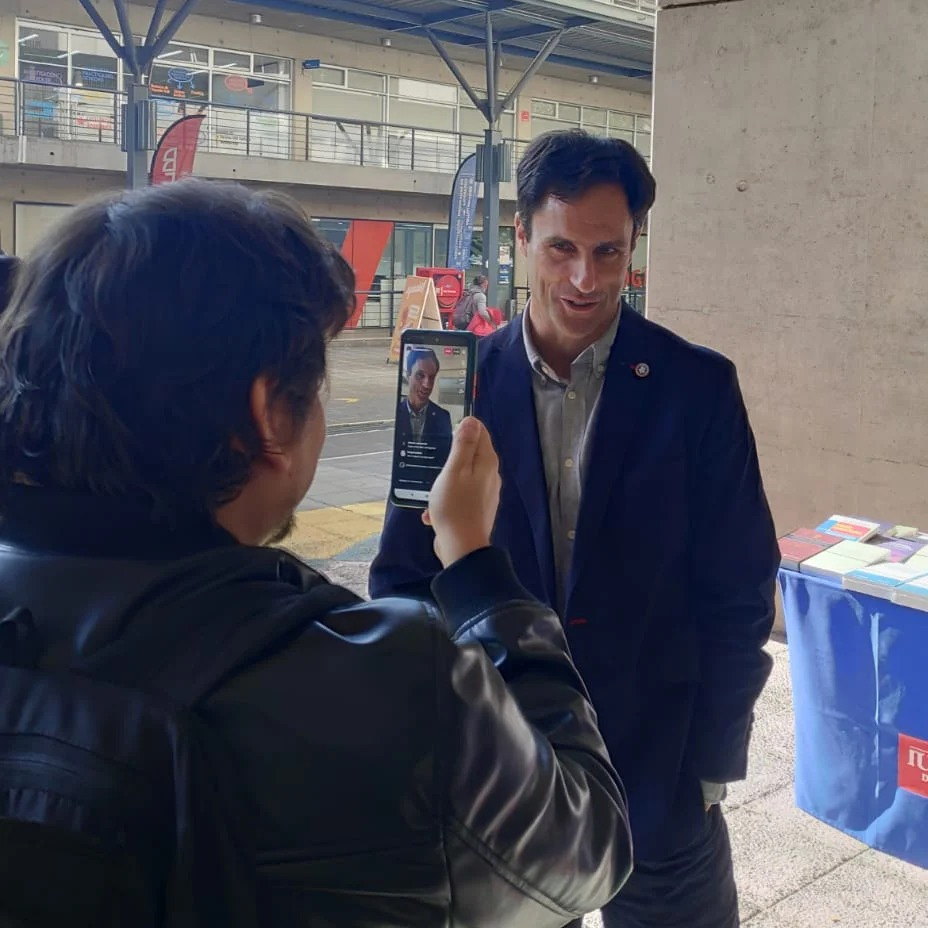
Luis Silva en la Universidad del Desarrollo creando contenido junto a Ives Arancibia para sus redes sociales.

Es católico practicante y miembro numerario del Opus Dei, organización que conoció en su primer año de universidad, luego de que un amigo lo llevase a un taller de literatura impartido por el sacerdote José Miguel Ibáñez; en su tercer año de universidad, terminó su relación con una compañera de carrera, se hizo numerario y se comprometió al celibato. Sus creencias quedaron de manifiesto en su participación en el documental Opus Dei, una cruzada silenciosa (2006), de Marcela Said. En una entrevista a La Tercera en mayo de 2023, aseveró que su modelo a seguir en su carrera profesional y política es Jesucristo.
Como activista provida, es contrario a la eutanasia, se ha mostrado en contra de establecer el aborto libre como derecho y ha indicado que no deben considerarse los derechos reproductivos de la mujer en la Constitución. Es contrario al matrimonio entre personas del mismo sexo, indicando que:

No es nada contra los gays. En mi equipo hay varios gays. Tengo un montón, no sé si de amigos, pero gente buena onda y un montón de republicanos que son gay. Que hagan lo que quieran. Pero si quieren transformar en políticas públicas, vamos a discutirlo políticamente. Y si tienes más votos que yo, se toma la decisión que a ti te gusta. Y si yo tengo más votos que tú, se toma la decisión que yo creo que es correcta. Cuando me siento obligado a decir lo que pienso es cuando se trata de convertir en políticas públicas.

En materia migratoria, es partidario de la expulsión de inmigrantes ilegales aunque desconoce si el procedimiento correspondiente es aplicado. En una entrevista en el programa El país que queremos en 2021, indicó sobre la sequía que afecta a Chile que en el país sobraba agua pero que se encontraba mal distribuida; tras ser consultado por fuentes para dicho dato, indicó que habría que buscarlas en Wikipedia.
Aunque no se declara pinochetista, reconoció su admiración por la figura de Augusto Pinochet señalando: «Hay un dejo de admiración por el hecho de que fue un estadista [...] fue un hombre que supo conducir el Estado, que supo rearmar un Estado que estaba hecho trizas [...]  a 50 años del 73 debe hacerse una lectura un poco más ponderada de su gobierno y no simplificar, con toda la gravedad que tiene, esos 17 años a las violaciones de los derechos humanos».

## Controversias
Su hermano, el director de cine y guionista Sebastián Silva, lo tildó de «peligro nacional» debido a su pensamiento político mediante una publicación en Instagram, que a su vez fue replicada en redes sociales por su hermana, la diseñadora gráfica Valentina Silva. Sobre esto, indicó que, con su hermano Sebastián, «cuando me hice republicano, ahí saltaron los tapones [...] Los problemas empezaron, en el fondo, cuando yo salí del clóset, [cuando hice] explícita mi posición política»; cortaron relaciones en 2021 y sus cinco hermanos menores apoyan a su hermano «por empatía».
En cambio, en una carta pública a El Mercurio, 38 primos apoyaron al abogado señalando que «es un ejemplo de perseverancia y vocación y [...] hará un gran trabajo por todos los chilenos».

## Historial electoral
| Año  | Tipo                      | Territorio        | Pacto               | Partido  | Votos   | %     | Resultado    |
| ---- | ------------------------- | ----------------- | ------------------- | -------- | ------- | ----- | ------------ |
| 2021 | Convención Constitucional | 13.º distrito     | Vamos por Chile     | Ind-PRCh | 4 932   | 2.15  | no electo    |
| 2021 | Parlamentarias a diputado | 13.º distrito     | Chile Podemos Más   | Ind-UDI  | 8 098   | 3.38  | no electo    |
| 2023 | Consejo Constitucional    | Circunscripción 7 | Partido Republicano | PRCh     | 707 072 | 17.96 | Convencional |

### Radio
| Año  | Programa           | Rol           | Emisora           |
| ---- | ------------------ | ------------- | ----------------- |
| 2022 | no+tv              | Comentarista  | FNM               |
| 2024 | LA VOZ DE LA GENTE | Radio Locutor | Radio Agricultura |
| 2025 | AL PIZARRON        | Conductor     | Radio Agricultura |

## Obras
- La dimensión legal de la supremacía constitucional. Ed. Thomson Reuters. 2016. p. 229. ISBN 978-956-346-771-0.
- Entre la justicia y la ley. Un ensayo sobre la judicialización de la política. Ediciones LYD. 2021. p. 226. ISBN 978-956-6155-00-3.

## Filmografía
| Año  | Título                           | Papel    | Género cinematográfico | Dirección    | Ref(s) |
| ---- | -------------------------------- | -------- | ---------------------- | ------------ | ------ |
| 2006 | Opus Dei, una cruzada silenciosa | Él mismo | Documental             | Marcela Said | [ 32 ] |